# Cruzada dos Barões

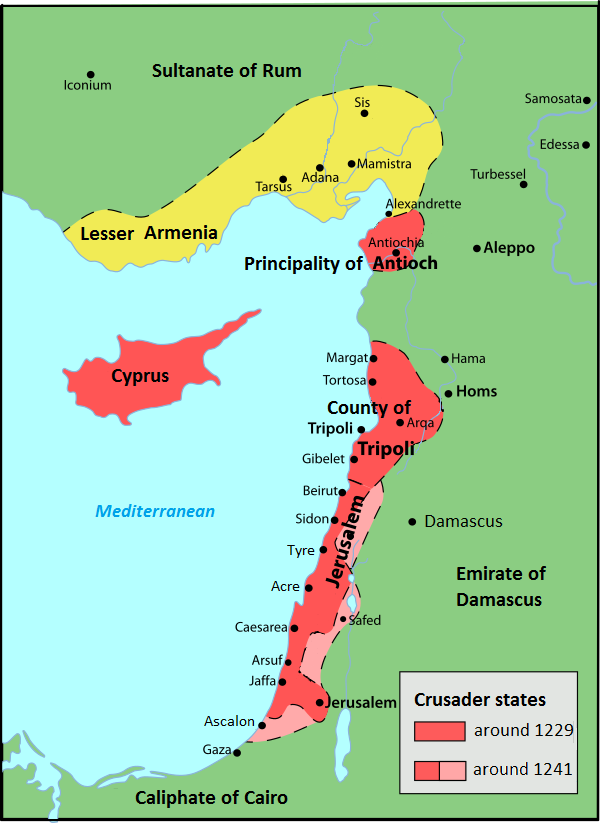
Mapa das conquistas da cruzada no Levante

Cruzada dos Barões (1239–1241), também chamada de Cruzada de 1239, foi uma cruzada à Terra Santa que, em termos territoriais, foi a cruzada mais bem-sucedida desde a Primeira Cruzada. Convocada pelo Papa Gregório IX, a Cruzada dos Barões incorporou amplamente o ponto mais alto do esforço papal "para tornar a cruzada um empreendimento cristão universal". Gregório IX convocou uma cruzada na França, Inglaterra e Hungria com diferentes graus de sucesso. Embora os cruzados não tenham alcançado nenhuma vitória militar gloriosa, eles usaram a diplomacia para jogar com sucesso as duas facções em guerra da dinastia aiúbida ( as-Salih Ismail em Damasco e Sale Aiube no Egito) uma contra a outra por ainda mais concessões do que Frederico II havia obtido durante a mais conhecida Sexta Cruzada. Por alguns anos, a Cruzada dos Barões fez com que o Reino de Jerusalém retornasse ao seu maior tamanho desde 1187.
Esta cruzada à Terra Santa é às vezes discutida como duas cruzadas separadas: a do rei Teobaldo I de Navarra, que começou em 1239; e a hoste separada de cruzados sob a liderança de Ricardo da Cornualha, que chegou depois que Teobaldo partiu em 1240. Além disso, a Cruzada dos Barões é frequentemente descrita em conjunto com a viagem simultânea de Balduíno de Courtenay a Constantinopla e a captura de Tzurulum com uma força separada e menor de cruzados. Isso ocorre porque Gregório IX tentou brevemente redirecionar o alvo de sua nova cruzada da libertação da Terra Santa dos muçulmanos para a proteção do Império Latino de Constantinopla dos europeus cristãos "cismáticos" (ou seja, ortodoxos) que tentavam retomar a cidade. Apesar das fontes primárias relativamente abundantes, os estudos até recentemente eram limitados, devido, pelo menos em parte, à falta de grandes engajamentos militares. Embora Gregório IX tenha ido mais longe do que qualquer outro papa para criar um ideal de unidade cristã no processo de organização da cruzada, na prática a liderança dividida da cruzada não revelou uma ação ou identidade cristã unificada em resposta à tomada da cruz.